# Алексей Будишчев
Алексей Фьодорович Будишчев (на руски: Алексей Фёдорович Будищев (1830 – 20 август 1868) е руски лесничей, подполковник, топограф.

## Изследователска дейност
През 1860 – 1862 и 1865 – 1867 изследва планината Сихоте Алин в Далечния Изток. Той и неговите сътрудници девет пъти пресичат планината на юг и север и изясняват, че западните склонове са по-полегати от източните, а болшинството от проходите са малко забележими, и проследяват теченията на множество реки вливащи се в Японско море, в т.ч. Сучан и Тумнин. Изследва и цялото течение на река Усури (897 км), десните ѝ притоци – Иман, Бикин и Хор и цялото течение на река Хунгари. Изследва и долното течение на Амур от Хабаровск до устието (около 950 км), картира късия хребет Хехцир, многочислените езера в широката долина на Амур, в т.ч. - Болон (338 км2) и Удил (330 км2) с вливащите се в последното реки и ги картира до изворите им близо до 52º с.ш. Заснема и картира отделни ниски масиви на север от 52º с.ш., езерата Орел, Чля и Далджа и невисоките хребети на север от река Амгун до Сахалинския залив и залива Николай. Изследва и картира езерата Ханка и Малка Ханка, разделени от тесен провлак, ниската степ от река Мулинхе на север до река Лефу на юг, заснема северната част на Синия хребет (240 км). Изследва река Даубихе (лява съставяща на Усури), приморските реки и крайбрежието между заливите Олга и Посет на протежение около 700 км. По време на всичките си експедиции заснема и картира около 300 хил. км2 територия.
Към отчета за експедициите си прилага „Ботаническое описание лесных дерев и кустарников, произрастающих по Амуру, Уссури и Зауссурийскому краю“. Резултатите от изследванията му залягат в мотографията „Описание лесов Приморской области“ (Иркутск, 1885) и „Карта Приамурского и Приморского краев и побережья Японского моря в масштабе 5 верст в дюйме“, която е от голямо държавно значение за това време.